# Lyncina nivosa
Lyncina nivosa là một loài ốc biển, là động vật thân mềm chân bụng sống ở biển trong họ Cypraeidae, họ ốc sứ

## Phân bố
Chúng phân bố ở Vịnh Bengal dọc theo Myanmar và Thái Lan và ở Thái Bình Dương dọc theo Sumatra.